# 敗眼蝶屬
敗眼蝶屬（Celebean，學名：Bletogona）是蛺蝶科眼蝶亞科暮眼蝶族中的一個屬。物種只分佈於蘇拉威西。

## 物種
- 敗眼蝶 Bletogona mycalesis
- Bletogona inexspectata